# Lezha megye településeinek listája
Lezha megye településeinek listája az albániai Lezha megye 9 városának és 175 falujának magyar betűrend szerinti felsorolása a 2015 óta érvényben lévő települési szerepkör, valamint a községi és alközségi beosztás megjelölésével.
A névalakokhoz
Az adatok között az albán névszóragozás sajátosságainak megfelelően a határozatlan és a határozott névalak egyaránt szerepel (pl. Lezhë / Lezha). Ahol a határozatlan és a határozott alak megegyezik, az egyszerűség kedvéért a név önmagában áll (pl. Ungrej, és nem Ungrej / Ungrej). Miután Albániában nem rendezik törvényi szinten a települések pontos névalakját, és egységes szempontok szerint összeállított helységnévtár sem áll rendelkezésre, az albán településnevek egy részének írásmódja erősen ingadozó. Ezért az esetleges párhuzamos névváltozatok is feltűnnek a táblázatban. Az elsődleges névalakok forrása a 2015 júniusában érvénybe lépett 115/2014. számú közigazgatási törvény szövege, valamint az albán Központi Választási Bizottság honlapján megtalálható 2003-as települési adatbázis. Sok esetben már e két forrásban is eltér a településnevek írásmódja, így az elfogadottabbnak számító névalak megnyugtató megállapításához mérvadó albán hírportálok, a Koha Jonë és a Shekulli adatbázisát is felhasználtuk.

## Települések
| Név (határozatlan / határozott)                | Névváltozat(ok)                            | Jogállás | Szerepkör (2015 óta)                          | Megye | Község (2015 óta) | Alközség (2015 óta) |
| ---------------------------------------------- | ------------------------------------------ | -------- | --------------------------------------------- | ----- | ----------------- | ------------------- |
| Lezhë / Lezha                                  | Lesh / Leshi                               | város    | megyeszékhely, községközpont, alközségközpont | Lezha | Lezha             | Lezha               |
| Kurbnesh / Kurbneshi                           |                                            | város    | alközségközpont                               | Lezha | Mirdita           | Selita              |
| Laç / Laçi                                     |                                            | város    | községközpont, alközségközpont                | Lezha | Kurbin            | Laç                 |
| Mamurras / Mamurrasi                           |                                            | város    | alközségközpont                               | Lezha | Kurbin            | Mamurras            |
| Milot / Miloti                                 |                                            | város    | alközségközpont                               | Lezha | Kurbin            | Milot               |
| Reps / Repsi                                   |                                            | város    | alközségközpont                               | Lezha | Mirdita           | Orosh               |
| Rrëshen / Rrësheni                             |                                            | város    | községközpont, alközségközpont                | Lezha | Mirdita           | Rrëshen             |
| Rubik / Rubiku                                 |                                            | város    | alközségközpont                               | Lezha | Mirdita           | Rubik               |
| Shëngjin / Shëngjini                           |                                            | város    | alközségközpont                               | Lezha | Lezha             | Shëngjin            |
| Balldren i Ri / Balldreni i Ri                 |                                            | falu     | alközségközpont                               | Lezha | Lezha             | Balldren            |
| Blinisht / Blinishti                           |                                            | falu     | alközségközpont                               | Lezha | Lezha             | Blinisht            |
| Dajç / Dajçi                                   |                                            | falu     | alközségközpont                               | Lezha | Lezha             | Dajç                |
| Fushë-Kuqe / Fushë-Kuqja                       |                                            | falu     | alközségközpont                               | Lezha | Kurbin            | Fushë-Kuqja         |
| Kaçinar / Kaçinari                             |                                            | falu     | alközségközpont                               | Lezha | Mirdita           | Kaçinar             |
| Kallmet i Madh / Kallmeti i Madh               |                                            | falu     | alközségközpont                               | Lezha | Lezha             | Kallmet             |
| Klos / Klosi                                   |                                            | falu     | alközségközpont                               | Lezha | Mirdita           | Fan                 |
| Kolsh / Kolshi                                 | Kolç / Kolçi                               | falu     | alközségközpont                               | Lezha | Lezha             | Kolsh               |
| Perlat-Qendër / Perlati-Qendër                 |                                            | falu     | alközségközpont                               | Lezha | Mirdita           | Kthella             |
| Shënkoll / Shënkolli                           |                                            | falu     | alközségközpont                               | Lezha | Lezha             | Shënkoll            |
| Ungrej                                         |                                            | falu     | alközségközpont                               | Lezha | Lezha             | Ungrej              |
| Zejmen / Zejmeni                               |                                            | falu     | alközségközpont                               | Lezha | Lezha             | Zejmen              |
| Adriatik / Adriatiku                           |                                            | falu     |                                               | Lezha | Kurbin            | Fushë-Kuqja         |
| Alk / Alku                                     |                                            | falu     |                                               | Lezha | Lezha             | Shënkoll            |
| Arrëz / Arrëzi                                 |                                            | falu     |                                               | Lezha | Mirdita           | Kaçinar             |
| Balldren / Balldreni                           |                                            | falu     |                                               | Lezha | Lezha             | Balldren            |
| Baqël / Baqëli                                 |                                            | falu     |                                               | Lezha | Lezha             | Blinisht            |
| Barbullojë / Barbulloja                        |                                            | falu     |                                               | Lezha | Lezha             | Shënkoll            |
| Barbullojë e Re / Barbulloja e Re              |                                            | falu     |                                               | Lezha | Lezha             | Kolsh               |
| Bardhaj                                        |                                            | falu     |                                               | Lezha | Mirdita           | Selita              |
| Berzanë / Berzana                              | Berzan / Berzani                           | falu     |                                               | Lezha | Lezha             | Zejmen              |
| Bisak / Bisaku                                 | Bisakë / Bisaka                            | falu     |                                               | Lezha | Mirdita           | Fan                 |
| Blinisht / Blinishti                           |                                            | falu     |                                               | Lezha | Mirdita           | Orosh               |
| Bukmirë / Bukmira                              |                                            | falu     |                                               | Lezha | Mirdita           | Rrëshen             |
| Bulger / Bulgeri                               |                                            | falu     |                                               | Lezha | Mirdita           | Rubik               |
| Bulshar / Bulshari                             |                                            | falu     |                                               | Lezha | Mirdita           | Orosh               |
| Bulshizë / Bulshiza                            |                                            | falu     |                                               | Lezha | Mirdita           | Rubik               |
| Dardhëz / Dardhëza                             |                                            | falu     |                                               | Lezha | Mirdita           | Fan                 |
| Delbnisht / Delbnishti                         | Delbinisht / Delbinishti                   | falu     |                                               | Lezha | Kurbin            | Milot               |
| Domgjon / Domgjoni                             |                                            | falu     |                                               | Lezha | Mirdita           | Fan                 |
| Dragush / Dragushi                             |                                            | falu     |                                               | Lezha | Lezha             | Dajç                |
| Drojë / Droja                                  | Droj                                       | falu     |                                               | Lezha | Kurbin            | Mamurras            |
| Fan / Fani                                     |                                            | falu     |                                               | Lezha | Mirdita           | Fan                 |
| Fang / Fangu                                   |                                            | falu     |                                               | Lezha | Mirdita           | Rubik               |
| Ferr-Shkopet / Ferr-Shkopeti                   |                                            | falu     |                                               | Lezha | Kurbin            | Milot               |
| Ferr-Skuraj                                    |                                            | falu     |                                               | Lezha | Kurbin            | Milot               |
| Fierzë / Fierza                                |                                            | falu     |                                               | Lezha | Mirdita           | Rubik               |
| Fishtë / Fishta                                |                                            | falu     |                                               | Lezha | Lezha             | Blinisht            |
| Fregen / Fregena                               | Fregën / Fregëna                           | falu     |                                               | Lezha | Lezha             | Ungrej              |
| Fushë-Lumth / Fushë-Lumthi                     |                                            | falu     |                                               | Lezha | Mirdita           | Rrëshen             |
| Fushë-Mamurras / Fushë-Mamurrasi               |                                            | falu     |                                               | Lezha | Kurbin            | Mamurras            |
| Fushë-Milot / Fushë-Miloti                     |                                            | falu     |                                               | Lezha | Kurbin            | Milot               |
| Gajush / Gajushi                               |                                            | falu     |                                               | Lezha | Lezha             | Shënkoll            |
| Gallatë / Gallata                              |                                            | falu     |                                               | Lezha | Kurbin            | Milot               |
| Gërnac / Gërnaci                               |                                            | falu     |                                               | Lezha | Kurbin            | Milot               |
| Gëziq / Gëziqi                                 |                                            | falu     |                                               | Lezha | Mirdita           | Rrëshen             |
| Gjadër / Gjadëri                               |                                            | falu     |                                               | Lezha | Lezha             | Dajç                |
| Gjakëz / Gjakëza                               |                                            | falu     |                                               | Lezha | Mirdita           | Fan                 |
| Gjash / Gjashi                                 | Gjashë / Gjasha                            | falu     |                                               | Lezha | Lezha             | Kolsh               |
| Gjobardhaj                                     |                                            | falu     |                                               | Lezha | Lezha             | Ungrej              |
| Gjorm / Gjormi                                 | Gjonëm / Gjonëmi                           | falu     |                                               | Lezha | Kurbin            | Mamurras            |
| Gocaj                                          |                                            | falu     |                                               | Lezha | Lezha             | Balldren            |
| Gorre / Gorreja                                |                                            | falu     |                                               | Lezha | Kurbin            | Fushë-Kuqja         |
| Gramsh / Gramshi                               |                                            | falu     |                                               | Lezha | Lezha             | Dajç                |
| Grykë-Lumi / Grykë-Lumia                       | Grykë-Lumë / Grykë-Luma                    | falu     |                                               | Lezha | Lezha             | Shënkoll            |
| Grykë-Manati / Grykë-Manatia                   | Grykë / Gryka                              | falu     |                                               | Lezha | Lezha             | Kolsh               |
| Grykë-Orosh / Grykë-Oroshi                     |                                            | falu     |                                               | Lezha | Mirdita           | Orosh               |
| Gurëz / Gurëzi                                 | Gurrëz / Gurrëzi                           | falu     |                                               | Lezha | Kurbin            | Fushë-Kuqja         |
| Gur i Bardh / Guri i Bardh                     |                                            | falu     |                                               | Lezha | Mirdita           | Orosh               |
| Gurth-Spaç / Gurth-Spaçi                       |                                            | falu     |                                               | Lezha | Mirdita           | Orosh               |
| Hebë / Heba                                    |                                            | falu     |                                               | Lezha | Mirdita           | Fan                 |
| Ishull-Lezhë / Ishull-Lezha                    |                                            | falu     |                                               | Lezha | Lezha             | Shëngjin            |
| Ishull-Shëngjin / Ishull-Shëngjini             |                                            | falu     |                                               | Lezha | Lezha             | Shëngjin            |
| Jezull / Jezulli                               |                                            | falu     |                                               | Lezha | Mirdita           | Rrëshen             |
| Kaçinar / Kaçinari                             |                                            | falu     |                                               | Lezha | Lezha             | Kolsh               |
| Kakarriq / Kakarriqi                           |                                            | falu     |                                               | Lezha | Lezha             | Balldren            |
| Kalivaç / Kalivaçi                             |                                            | falu     |                                               | Lezha | Lezha             | Ungrej              |
| Kallmet i Vogël / Kallmeti i Vogël             |                                            | falu     |                                               | Lezha | Lezha             | Kallmet             |
| Kaluar / Kaluari                               | Kalor / Kalori                             | falu     |                                               | Lezha | Lezha             | Ungrej              |
| Kashnjet / Kashnjeti                           |                                            | falu     |                                               | Lezha | Lezha             | Ungrej              |
| Katund i Ri / Katundi i Ri                     |                                            | falu     |                                               | Lezha | Kurbin            | Mamurras            |
| Katund i Ri / Katundi i Ri                     |                                            | falu     |                                               | Lezha | Mirdita           | Fan                 |
| Katund i Vjetër / Katundi i Vjetër             |                                            | falu     |                                               | Lezha | Mirdita           | Rubik               |
| Kodër-Mulliri                                  |                                            | falu     |                                               | Lezha | Lezha             | Shëngjin            |
| Kodër-Rrëshen / Kodër-Rrësheni                 |                                            | falu     |                                               | Lezha | Mirdita           | Rrëshen             |
| Kodër-Spaç / Kodër-Spaçi                       |                                            | falu     |                                               | Lezha | Mirdita           | Orosh               |
| Kodhel / Kodheli                               |                                            | falu     |                                               | Lezha | Lezha             | Blinisht            |
| Koljakaj                                       | Bajramaj, Mal i Kolajt / Mali i Kolajt     | falu     |                                               | Lezha | Lezha             | Balldren            |
| Konaj                                          |                                            | falu     |                                               | Lezha | Mirdita           | Fan                 |
| Kotërr / Kotërri                               |                                            | falu     |                                               | Lezha | Lezha             | Dajç                |
| Krajn / Krajni                                 | Krajnë / Krajna                            | falu     |                                               | Lezha | Lezha             | Blinisht            |
| Kthellë e Sipërme / Kthella e Sipërme          |                                            | falu     |                                               | Lezha | Mirdita           | Selita              |
| Kullaxhi / Kullaxhiu                           |                                            | falu     |                                               | Lezha | Mirdita           | Orosh               |
| Kulmë / Kulma                                  |                                            | falu     |                                               | Lezha | Mirdita           | Rrëshen             |
| Kumbull / Kumbulli                             |                                            | falu     |                                               | Lezha | Mirdita           | Selita              |
| Kurbnesh-Fshat / Kurbnesh-Fshati               |                                            | falu     |                                               | Lezha | Mirdita           | Selita              |
| Kuzhnen / Kuzhneni                             |                                            | falu     |                                               | Lezha | Mirdita           | Kaçinar             |
| Laç / Laçi                                     | Laç-Fshat / Laç-Fshati, Sanxhak / Sanxhaku | falu     |                                               | Lezha | Kurbin            | Laç                 |
| Lajthizë / Lajthiza                            |                                            | falu     |                                               | Lezha | Mirdita           | Orosh               |
| Lalm / Lalmi                                   | Lalmë / Lalma                              | falu     |                                               | Lezha | Lezha             | Kolsh               |
| Lalm-Lukaj                                     |                                            | falu     |                                               | Lezha | Lezha             | Kolsh               |
| Lëkundë / Lëkunda                              |                                            | falu     |                                               | Lezha | Mirdita           | Selita              |
| Lgjin / Lgjini                                 |                                            | falu     |                                               | Lezha | Mirdita           | Orosh               |
| Livadhëz / Livadhëza                           |                                            | falu     |                                               | Lezha | Mirdita           | Rubik               |
| Lufaj                                          |                                            | falu     |                                               | Lezha | Mirdita           | Selita              |
| Lurth / Lurthi                                 |                                            | falu     |                                               | Lezha | Mirdita           | Rrëshen             |
| Mabë / Maba                                    |                                            | falu     |                                               | Lezha | Lezha             | Dajç                |
| Malaj                                          |                                            | falu     |                                               | Lezha | Mirdita           | Rrëshen             |
| Malaj i Epërm                                  | Malaj i Sipërm                             | falu     |                                               | Lezha | Mirdita           | Rrëshen             |
| Malecaj                                        |                                            | falu     |                                               | Lezha | Lezha             | Balldren            |
| Mal i Bardhë / Mali i Bardhë                   | Malbardhë / Malbardha                      | falu     |                                               | Lezha | Kurbin            | Milot               |
| Mal i Bardhë i Sipërm / Mali i Bardhë i Sipërm | Malbardhë e Sipërme / Malbardha e Sipërme  | falu     |                                               | Lezha | Kurbin            | Milot               |
| Mali-Kakarriq / Mali-Kakarriqi                 |                                            | falu     |                                               | Lezha | Lezha             | Balldren            |
| Mal i Rençit / Mali i Rençit                   | Mal i Rencit / Mali i Rencit               | falu     |                                               | Lezha | Lezha             | Shëngjin            |
| Mal i Shëngjinit / Mali i Shëngjinit           | Mal-Shëngjin / Mal-Shëngjini               | falu     |                                               | Lezha | Lezha             | Shëngjin            |
| Mal-Milot / Mal-Miloti                         |                                            | falu     |                                               | Lezha | Kurbin            | Milot               |
| Manati / Manatia                               |                                            | falu     |                                               | Lezha | Lezha             | Kolsh               |
| Markatomaj                                     |                                            | falu     |                                               | Lezha | Lezha             | Zejmen              |
| Mashtërkor / Mashtërkori                       | Mashterkor / Mashterkori                   | falu     |                                               | Lezha | Mirdita           | Orosh               |
| Mërkurth / Mërkurthi                           |                                            | falu     |                                               | Lezha | Mirdita           | Selita              |
| Merqi / Merqia                                 | Mërqi / Mërqia                             | falu     |                                               | Lezha | Lezha             | Kallmet             |
| Munaz / Munazi                                 |                                            | falu     |                                               | Lezha | Mirdita           | Rubik               |
| Munellë / Munella                              |                                            | falu     |                                               | Lezha | Mirdita           | Fan                 |
| Ndërfan / Ndërfani                             |                                            | falu     |                                               | Lezha | Mirdita           | Rrëshen             |
| Ndërfushas / Ndërfushasi                       | Ndërfushë / Ndërfusha                      | falu     |                                               | Lezha | Mirdita           | Rrëshen             |
| Ndërshen / Ndërsheni                           | Ndërshenë / Ndërshena                      | falu     |                                               | Lezha | Mirdita           | Orosh               |
| Nënshejt / Nënshejti                           |                                            | falu     |                                               | Lezha | Mirdita           | Orosh               |
| Patalej                                        |                                            | falu     |                                               | Lezha | Lezha             | Kolsh               |
| Patok / Patoku                                 |                                            | falu     |                                               | Lezha | Kurbin            | Fushë-Kuqja         |
| Perlat i Sipërm / Perlati i Sipërm             |                                            | falu     |                                               | Lezha | Mirdita           | Kthella             |
| Peshqesh / Peshqeshi                           | Pshqesh / Pshqeshi                         | falu     |                                               | Lezha | Mirdita           | Orosh               |
| Petoq / Petoqi                                 |                                            | falu     |                                               | Lezha | Mirdita           | Fan                 |
| Pirraj                                         |                                            | falu     |                                               | Lezha | Lezha             | Blinisht            |
| Planetë / Planeta                              |                                            | falu     |                                               | Lezha | Mirdita           | Orosh               |
| Pllanë / Pllana                                | Pllan / Pllani                             | falu     |                                               | Lezha | Lezha             | Zejmen              |
| Prosek / Proseku                               |                                            | falu     |                                               | Lezha | Mirdita           | Kthella             |
| Prozhmë / Prozhma                              | Prozhëm / Prozhmi                          | falu     |                                               | Lezha | Kurbin            | Milot               |
| Prull / Prulli                                 |                                            | falu     |                                               | Lezha | Lezha             | Zejmen              |
| Ras i Butë / Rasi i Butë                       | Rras i Butë / Rrasi i Butë                 | falu     |                                               | Lezha | Lezha             | Ungrej              |
| Rilë / Rila                                    |                                            | falu     |                                               | Lezha | Lezha             | Shënkoll            |
| Rraboshtë / Rraboshta                          |                                            | falu     |                                               | Lezha | Lezha             | Kallmet             |
| Rrasfik / Rrasfiku                             | Rasfik / Rasfiku                           | falu     |                                               | Lezha | Mirdita           | Rubik               |
| Rrejë e Velës / Rreja e Velës                  |                                            | falu     |                                               | Lezha | Mirdita           | Rubik               |
| Rrejë e Zezë / Rreja e Zezë                    |                                            | falu     |                                               | Lezha | Mirdita           | Rubik               |
| Rreth i Sipërm / Rrethi i Sipërm               |                                            | falu     |                                               | Lezha | Mirdita           | Rubik               |
| Rrushkull / Rrushkulli                         |                                            | falu     |                                               | Lezha | Mirdita           | Kthella             |
| Sang / Sangu                                   |                                            | falu     |                                               | Lezha | Mirdita           | Fan                 |
| Selitë / Selita                                |                                            | falu     |                                               | Lezha | Kurbin            | Milot               |
| Shebë / Sheba                                  |                                            | falu     |                                               | Lezha | Mirdita           | Kthella             |
| Shëmri / Shëmria                               |                                            | falu     |                                               | Lezha | Kurbin            | Mamurras            |
| Shëmri / Shëmria                               |                                            | falu     |                                               | Lezha | Mirdita           | Orosh               |
| Shëngjergj / Shëngjergji                       |                                            | falu     |                                               | Lezha | Mirdita           | Kaçinar             |
| Shëngjin / Shëngjini                           |                                            | falu     |                                               | Lezha | Mirdita           | Fan                 |
| Sheshaj                                        |                                            | falu     |                                               | Lezha | Mirdita           | Rrëshen             |
| Shkopet / Shkopeti                             |                                            | falu     |                                               | Lezha | Kurbin            | Milot               |
| Shpërdhezë / Shpërdheza                        |                                            | falu     |                                               | Lezha | Mirdita           | Kaçinar             |
| Shpërthet / Shpërtheti                         | Shpërdhet / Shpërdheti                     | falu     |                                               | Lezha | Kurbin            | Mamurras            |
| Shtrezë / Shtreza                              |                                            | falu     |                                               | Lezha | Mirdita           | Kthella             |
| Shtrungaj                                      |                                            | falu     |                                               | Lezha | Mirdita           | Fan                 |
| Shtuf / Shtufi                                 |                                            | falu     |                                               | Lezha | Mirdita           | Kaçinar             |
| Shullaz / Shullazi                             |                                            | falu     |                                               | Lezha | Kurbin            | Milot               |
| Simon / Simoni                                 |                                            | falu     |                                               | Lezha | Mirdita           | Kaçinar             |
| Skuraj                                         |                                            | falu     |                                               | Lezha | Kurbin            | Milot               |
| Spiten / Spiteni                               |                                            | falu     |                                               | Lezha | Lezha             | Zejmen              |
| Sukaxhi / Sukaxhiu                             |                                            | falu     |                                               | Lezha | Lezha             | Ungrej              |
| Tale / Taleja                                  | Tale 1 / Taleja 1                          | falu     |                                               | Lezha | Lezha             | Shënkoll            |
| Tale 2 / Taleja 2                              |                                            | falu     |                                               | Lezha | Lezha             | Shënkoll            |
| Tarazh / Tarazhi                               |                                            | falu     |                                               | Lezha | Mirdita           | Rrëshen             |
| Tenë / Tena                                    |                                            | falu     |                                               | Lezha | Mirdita           | Rrëshen             |
| Tharr / Tharri                                 |                                            | falu     |                                               | Lezha | Mirdita           | Kthella             |
| Thirrë / Thirra                                |                                            | falu     |                                               | Lezha | Mirdita           | Fan                 |
| Torovicë / Torovica                            |                                            | falu     |                                               | Lezha | Lezha             | Balldren            |
| Tresh / Treshi                                 |                                            | falu     |                                               | Lezha | Lezha             | Zejmen              |
| Trojës                                         |                                            | falu     |                                               | Lezha | Mirdita           | Kthella             |
| Troshan / Troshani                             |                                            | falu     |                                               | Lezha | Lezha             | Blinisht            |
| Ujë / Uja                                      |                                            | falu     |                                               | Lezha | Mirdita           | Kthella             |
| Va Shkezë / Vau Shkezë                         | Va i Shkjezës / Vau i Shkjezës             | falu     |                                               | Lezha | Mirdita           | Rubik               |
| Velë / Vela                                    | Velë-Vend / Velë-Vendi                     | falu     |                                               | Lezha | Lezha             | Kolsh               |
| Vinjoll / Vinjolli                             |                                            | falu     |                                               | Lezha | Kurbin            | Milot               |
| Xhuxhë / Xhuxha                                |                                            | falu     |                                               | Lezha | Mirdita           | Fan                 |
| Zajs / Zajsi                                   |                                            | falu     |                                               | Lezha | Mirdita           | Selita              |
| Zall-Xhuxhë / Zall-Xhuxha                      |                                            | falu     |                                               | Lezha | Mirdita           | Fan                 |
| Zhejë / Zheja                                  | Zhej                                       | falu     |                                               | Lezha | Kurbin            | Mamurras            |
| Zimaj                                          |                                            | falu     |                                               | Lezha | Lezha             | Ungrej              |
| Zojs / Zojsi                                   | Zojz / Zojzi                               | falu     |                                               | Lezha | Lezha             | Dajç                |